# Lee (cognome inglese)
Lee è un cognome di lingua inglese.

## Origine e diffusione
Con Lee si identificano due differenti cognomi: il primo, tipicamente inglese, è di origine inglese antica e indicava chi abitava nei pressi di una radura (leah in inglese antico); da questo cognome deriva direttamente il nome proprio di persona Lee; il secondo è in uso in Cina e Corea.
Il cognome Lee risulta presente anche in Italia, in particolare nella città metropolitana di Milano.

## Persone
- Alan Lee, illustratore e pittore inglese
- Alvin Lee, chitarrista britannico
- Amy Lee, cantante e musicista statunitense
- Ang Lee, regista e sceneggiatore taiwanese
- Angela Lee, lottatrice di arti marziali miste statunitense
- Bill Lee, compositore, musicista, attore, compositore di colonne sonore e jazzista statunitense
- Brandon Lee, attore statunitense
- Brenda Lee, cantante statunitense
- Bruce Lee, attore, filosofo e maestro di arti marziali statunitense di origine cinese
- Charles Lee, generale statunitense
- China Lee, modella ed attrice statunitense
- Christopher Lee, attore britannico
- Cinqué Lee, attore, produttore cinematografico, sceneggiatore e direttore della fotografia statunitense
- Cory Lee, cantante canadese
- C.S. Lee, attore statunitense
- Daniel Curtis Lee, attore statunitense
- Dave Lee, DJ/producer inglese noto anche come Joey Negro
- David Lee, cestista statunitense
- Dexter Lee, atleta giamaicano
- Geddy Lee, musicista canadese
- Harper Lee, scrittrice statunitense
- Hyung-Taik Lee, tennista sudcoreano
- Jake E. Lee, chitarrista statunitense
- Jason M. Lee, attore statunitense
- Jason Scott Lee, attore statunitense
- Joie Lee, attrice, sceneggiatrice, regista e produttrice statunitense
- Kam Lee, cantante statunitense
- Malcolm D. Lee, regista, sceneggiatore, produttore cinematografico e attore statunitense
- Matthew Lee, pianista e cantante italiano
- McKenzie Lee, attrice pornografica britannica
- Muna Lee, atleta statunitense
- Murphy Lee, MC statunitense
- Reggie Lee, attore statunitense
- Reginald Lee, marinaio britannico, vedetta del RMS Titanic
- Richard Henry Lee, sesto presidente del Congresso degli Stati Uniti
- Rita Lee, cantante brasiliana
- Robert Edward Lee, militare confederato e generale statunitense
- Shannon Lee, attrice statunitense
- Sheryl Lee, attrice statunitense di origini tedesche
- Spike Lee, regista, sceneggiatore, attore, produttore cinematografico, e scrittore statunitense
- Stan Lee, autore di fumetti statunitense
- Stephen Dill Lee, militare confederato statunitense
- Steven Lee, sciatore australiano
- Sung Hi Lee, nota anche come Sandra Kim, modella sudcoreana
- Tanith Lee, scrittrice britannica
- Tim Berners-Lee, informatico inglese e co-inventore del World Wide Web
- Tommy Lee, batterista statunitense
- Tsung-Dao Lee, fisico cinese
- William Lee, inventore inglese
- William Gregory Lee, attore statunitense